# Ida Ljungqvist
Ida Ljungqvist (27 settembre 1981) è una modella svedese.
Di padre svedese e madre della Tanzania, è stata nominata "Playmate del mese" per la rivista Playboy nel marzo 2008 e "Playmate dell'anno 2009".